# Глин (богиня)
Глин, Хлин (Hlín, от древнескандинавского «защитница») — в скандинавской мифологии богиня-асинья (см. Асы).
Дева, прислужница и спутница Фригг (по другой версии — другое её воплощение). Защищает людей от физической опасности и вреда. Олицетворяет вечно отверстый слух богини.
Глин упоминается в «Старшей Эдде» («Эдде Сэмунде»), написанной в XIII веке на основе более древних источников, в «Младшей Эдде» («Сноррова Эдде»), написанной Снорри Стурлусоном, и кеннингах в поэзии скальдов.
В одной из самых известных эпических песен «Старшей Эдды», «Прорицание вёльвы», Глин упоминается в связи с грядущей смертью Одина в битве Рагнарёк:

Настало для Хлин
новое горе,
Один вступил
с Волком в сраженье,
а Бели убийца
с Суртом схватился, —
радости Фригг
близится гибель.
Þá kemr Hlínar
harmr annarr fram,
er Óðinn ferr
við úlf veka,
en bani Belja
bjartr at Surti;
þá mun Friggjar
falla angan.

В Видении Гюльви упоминается как одна из шестнадцати богинь.
Её функция заключается в защите людей, которых Фригг хочет спасти от опасности.
Упоминается в Младшей Эдде среди четырнадцати богинь (Фригг, Сага, Эйр, Гевьон, Фулла, Фрейя, Сьевн, Ловн, Вар, Вёр, Сюн, Хлин, Снотра, Гна) — но о большей части богинь в мифах ничего не рассказывается.
Глин — частое имя в поэзии скалдов.
Имя было очень употребительным уже в X веке в поэзии Кормака Эгмундарсона и продолжало быть популярным в последующие века.
По мнению некоторых исследователей (Энди Орханд, Рудольф Зимек), Глин и Фригг являются одной и той же богиней.